# Mila del Sol

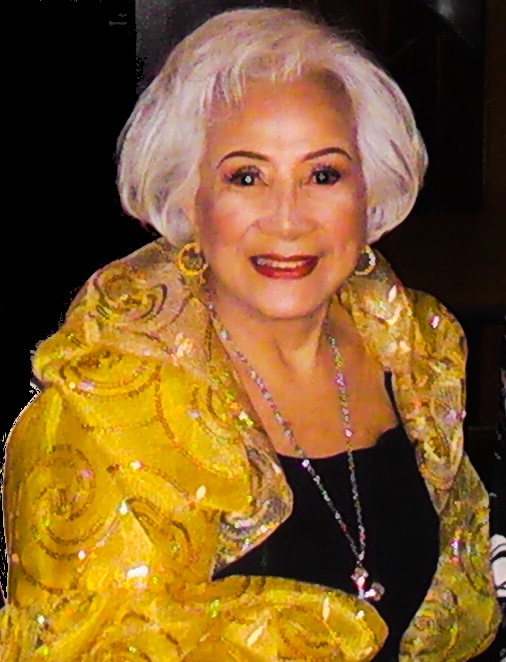
Mila del Sol (2010)

Mila del Sol (Manilla, 12 mei 1923 – 10 november 2020), geb. Clarita Rivera, was een Filipijns actrice.

## Biografie
Mila del Sol werd geboren op 12 mei 1923 als Clarita Rivera in Tondo in de Filipijnse hoofdstad Manilla. Ze komt uit een gezin van acht kinderen van Amado Rivera en Lorenza Villarba. Del Sol volgde onderwijs aan de Malate Primary School, San Andres Elementary en Intramuros Intermediate School. Op haar 12e stopte ze om te gaan werken.
In 1938 speelde Del Sol rollen in haar eerste drie films. Ze was onder meer de tegenspeler van Fernando Poe sr. in Ang Maya. Haar grote doorbraak kwam echter het jaar erna met een hoofdrol in Giliw Ko uit 1939. Voor haar rol in deze eerste film van LVN Pictures kreeg ze een onderscheiding van president Manuel Quezon. Nadien speelde Del Sol tot aan de uitbraak van de Tweede Wereldoorlog in nog twaalf films van LVN.
Na de oorlog speelde Del Sol rollen in onder andere Garrison 13 (1946) en Sarung Banggi and Violeta (1947). In de jaren 50 verliet ze de Filipijnen en woonde ze lange tijd in Europa en de Verenigde Staten, waar ze zich op haar gezin concentreerde. In 1961 speelde wel een rol in de Hollywoodfilm Espionage Far East. Later in de jaren 60 keerde ze terug naar de Filipijnen en pakte ze haar carrière als actrice weer op. Ze was te zien in Young Girl (1969) en Batya't Palu-palo (1974). Ook speelde ze een rol in televisieserie Problema mo na yan. In 1989 was ze te zien in Kahat Wala Ka Na. Op hoge leeftijd speelde Del Sol nog een rol in de televisieserie Rosalka op ABS-CBN.
Del Sol kreeg drie dochters, onder wie actrice en presentatrice Jeanne Young. Ze was een tante van Ignacio Bunye en de schoonmoeder van Alex Cruz, oprichter van de Juan de la Cruz Band. Verder was ze de grootmoeder van gitarist Ira Cruz, acteur Onemig Bondoc en afgevaardigde Gustavo Tambunting.

## Bron
- Danny Dolor, Mila del Sol at 90: Ageless, fabulous!, The Philippine Star (13 mei 2013)